# Rafael Gonzáles
Rafael Gonzáles (1789-1857) fue un líder militar tejano y gobernador del estado mexicano de Coahuila y Tejas de 1824 a 1826.

## Primeros años
Gonzáles nació en San Antonio de Béxar en 1789. Ingresó en el ejército como cadete para colaborar en el presidio de Nuestra Señora de Loreto. En octubre de 1810, a los 20 años, Gonzáles fue nombrado Segundo Alférez, y dos años más tarde obtuvo el título de Primer Alférez.

## Carrera
El 3 de junio de 1814 Gonzáles obtuvo el grado de segundo teniente, y se incorporó a la guarnición del presidio de Monclova (Coahuila, en el actual México). Un año después, el 14 de julio de 1815, fue ascendido a teniente primero de la compañía realista del Presidio de Río Grande, y el 18 de mayo de 1818 alcanzó el grado de capitán.
El 3 de julio de 1821, Gonzáles participó en la Guerra de Independencia de México. El 12 de diciembre de 1821 fue ascendido a teniente coronel. El 15 de agosto de 1824 fue nombrado gobernador de Coahuila y Texas.  En ese año, Gonzáles entregó un trozo de tierra a todas las familias amerindias de la etnia shawnee que emigraron a Texas. Se trataba de una milla cuadrada de tierra situada a la orilla sur del Río Rojo.
Fue gobernador de Coahuila y Texas hasta el 15 de marzo de 1826, cuando fue sustituido por Víctor Blanco de Rivera. En 1834 Gonzales fue nombrado secretario de Coahuila y Texas. Murió en 1857.

## Legado
La ciudad de Gonzáles (Texas) fue nombrada en honor a su valentía.